# Streepkopkruiper
De streepkopkruiper (Rhabdornis mystacalis) is een vogelsoort uit de familie van de Rhabdornithidae (Filipijnse kruipers).

## Kenmerken
Het verenkleed is bruin, met een lichtere onderzijde. De lichaamslengte bedraagt 15 cm.

## Leefwijze
Deze vogel leeft van insecten en vruchten. Ook bloemen worden bezocht, mogelijk om stuifmeel te verzamelen met het borstelige puntje van zijn tong. Hij foerageert in kleine groepen, soms samen met andere soorten.

## Verspreiding
De streepkopkruiper komt alleen voor in de Filipijnen in laaglandbossen en telt twee ondersoorten:
- R. m. mystacalis: de noordelijke en westelijk-centrale Filipijnen.
- R. m. minor: de oostelijk-centrale en zuidelijke Filipijnen.

## Ondersoorten
De streepkopkruiper is monotypisch.